# Oxalis hispidula
Oxalis hispidula es una especie botánica perteneciente a la familia de las oxalidáceas. 

## Distribución geográfica
O. hispidula es endémica de América. 

## Descripción
Son plantas no hirsuto-lanosa, bulbo globoso formado por brácteas de protección y de nutrición. Callo ausente en la lámina foliar. Brácteas de protección coriáceas, oblongas u obovadas, fuertemente 3-5-nervadas; nervaduras conniventes 
debajo del ápice, la central prolongada en un mucrón largo; margen glabro. Cimas 1–4-floras. Pétalos rosados o violáceos.
Respecto a su estado de conservación, el Departamento de Agricultura de los Estados Unidos la categoriza como "Casi amenazada" (NT, por sus siglas en inglés).

## Taxonomía
Oxalis hispidula fue descrita por Joseph Gerhard Zuccarini y publicado en Denkschriften der Königlichen Akademie der Wissenschaften zu München en 1825.

### Etimología
Oxalis: nombre genérico que deriva de la  palabra  griega: oxys para "agudo, amargo", refiriéndose al sabor agradablemente amargo de las hojas y el tallo.
hispidula: epíteto latíno que significa "finamente erizado".

### Sinonimia
- Oxalis canelonesensis R. Knuth
- Oxalis paraguayensis Chodat
- Oxalis paraguayensis var. pauciflora R. Knuth
- Oxalis uruguayensis Arechav.
- Oxalis venustula Arechav.[6]